# Superphosphat
Monocalci phosphat, calci dihydro phosphat hay superphosphat (thường gọi là supe lân) là một hợp chất vô cơ có công thức hóa học Ca(H2PO4)2 ("AMCP" hoặc "CMP-A" cho monocalci phosphat khan). Chất thường được tìm thấy dưới dạng hydrat ("MCP" hoặc "MCP-M"), Ca(H2PO4)2·H2O. Cả hai loại muối này đều là chất rắn không màu. Chúng được sử dụng chủ yếu làm phân bón superphosphat và cũng là chất tạo men phổ biến.

## Phân loại
Có hai loại: 
- Superphosphat đơn: Superphosphat đơn là hỗn hợp của Ca(H2PO4)2 và thạch cao - CaSO4. Công thức Ca(H2PO4)2.2CaSO4
- Superphosphat kép: (Ca(H2PO4)2) Trong thành phần của superphosphat kép không có lẫn thạch cao, do đó tỉ lệ P2O5 cao hơn, chuyên chở đỡ tốn kém hơn.
- Đặc biệt, muối này dùng để bón cây vì dễ tan và có thành phần chủ yếu là phosphor nên rất rất tốt cho quá trình ra hoa kết trái cho cây